# Laura Gallego García
Lauga Gallego García (Quart de Poblet, 11 ottobre 1977) è una scrittrice spagnola, nota per i suoi romanzi fantasy.

## Biografia
Laureata in Filologia spagnola, fin dall'età di undici anni è appassionata nella lettura di racconti fantasy. Nello stesso periodo inizia a scrivere con un'amica un racconto fantasy, per la stesura del quale impiegheranno tre anni. A venuto anni vince il premio "El Barco a Vapor" per il romanzo Finis mundi (Le pietre del tempo - Piemme - 2004). Durante il periodo universitario crea la rivista Náyade, che si occupa di pubblicazioni fantasy. Sinora ha scritto più di venti romanzi, dei quali la serie più conosciuta è trilogia Crónicas de la Torre che ha ottenuto un grande successo in Spagna.

## Opere
- Le pietre del tempo (Finis Mundi), Piemme, 2005
- La leggenda del re errante (La leyenda del Rey Errante), Piemme, 2006
- Memorie di Idhun, vol. I, La resistenza (Memorias de Idhun, 1, La resistencia), Fabbri, 2007
- Ali di fuoco (Alas de fuego), Fanucci, 2009
- Due candele per il diavolo (Dos velas para el diablo), Salani, 2009
- La figlia della notte (La hija de la noche), SEI, 2010
- Lì dove cantano gli alberi (Donde los árboles cantan), Salani 2011